# Akrotiri (Santorini)
Akrotiri (Grieks: Ακρωτήρι) was een havenstad in de Griekse Oudheid aan de zuidkant van Thera of Santorini nabij het huidige dorpje Akrotiri. Deze stad maakte deel uit van het culturele en handelsnetwerk van de Minoïsche beschaving en werd verwoest door een vulkaanexplosie. Er zijn overblijfselen te zien op archeologische werkplaatsen op Santorini. Deze werden in 1967 ontdekt door de Griekse archeoloog Spyridon Marinatos.

## Geschiedenis
Zo'n honderd kilometer ten noorden van Kreta lag het eiland Thera. Thera was een vulkaaneiland, en had daardoor vruchtbare grond. Er werd veel handel gedreven. Op Thera lagen meerdere havensteden, een daarvan was Akrotiri. Rond 1600 v.Chr. explodeerde de vulkaan. Van het eiland resteerde niet meer dan een archipel in de vorm van een maansikkel. Akrotiri werd verwoest en raakte bedolven onder een 50 meter dikke laag puimsteen. Tijdens opgravingen zijn delen van de stad weer teruggevonden. In tegenstelling tot bijvoorbeeld de Italiaanse stad Pompeï zijn er in Akrotiri geen tekenen van menselijke aanwezigheid ten tijde van de verwoesting aangetroffen. Vermoedelijk waren de bewoners op tijd vertrokken.

## Economie
Akrotiri was een rijke handelsstad. De stad leefde voornamelijk van visserij, handel, en landbouw. Omdat het eiland zo vruchtbaar was, hadden ze een overvloed aan levensmiddelen. Overvloedig voedsel werd meestal verhandeld naar Kreta voor bijvoorbeeld Kretenzisch aardewerk.

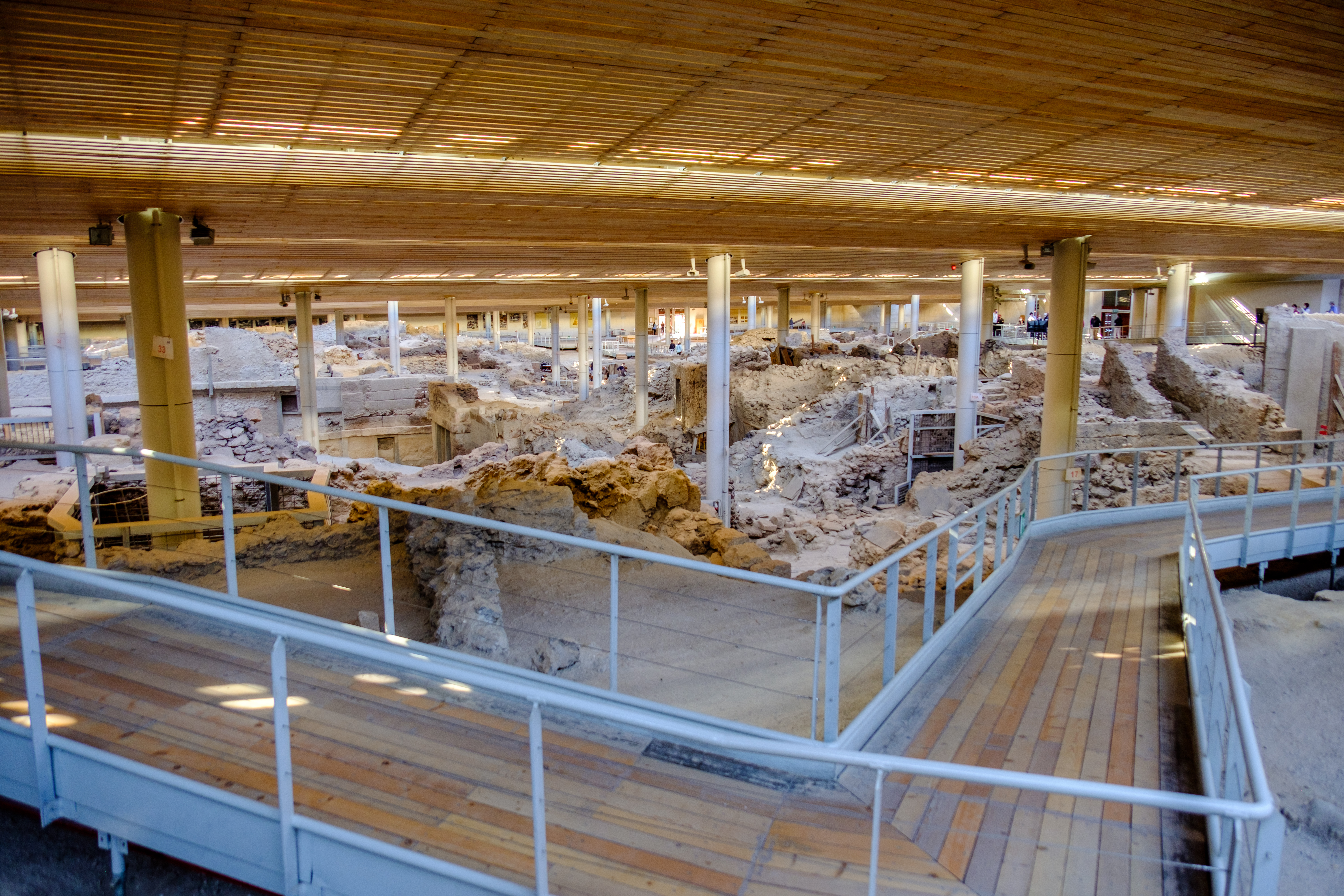
Gezicht over de opgravingen
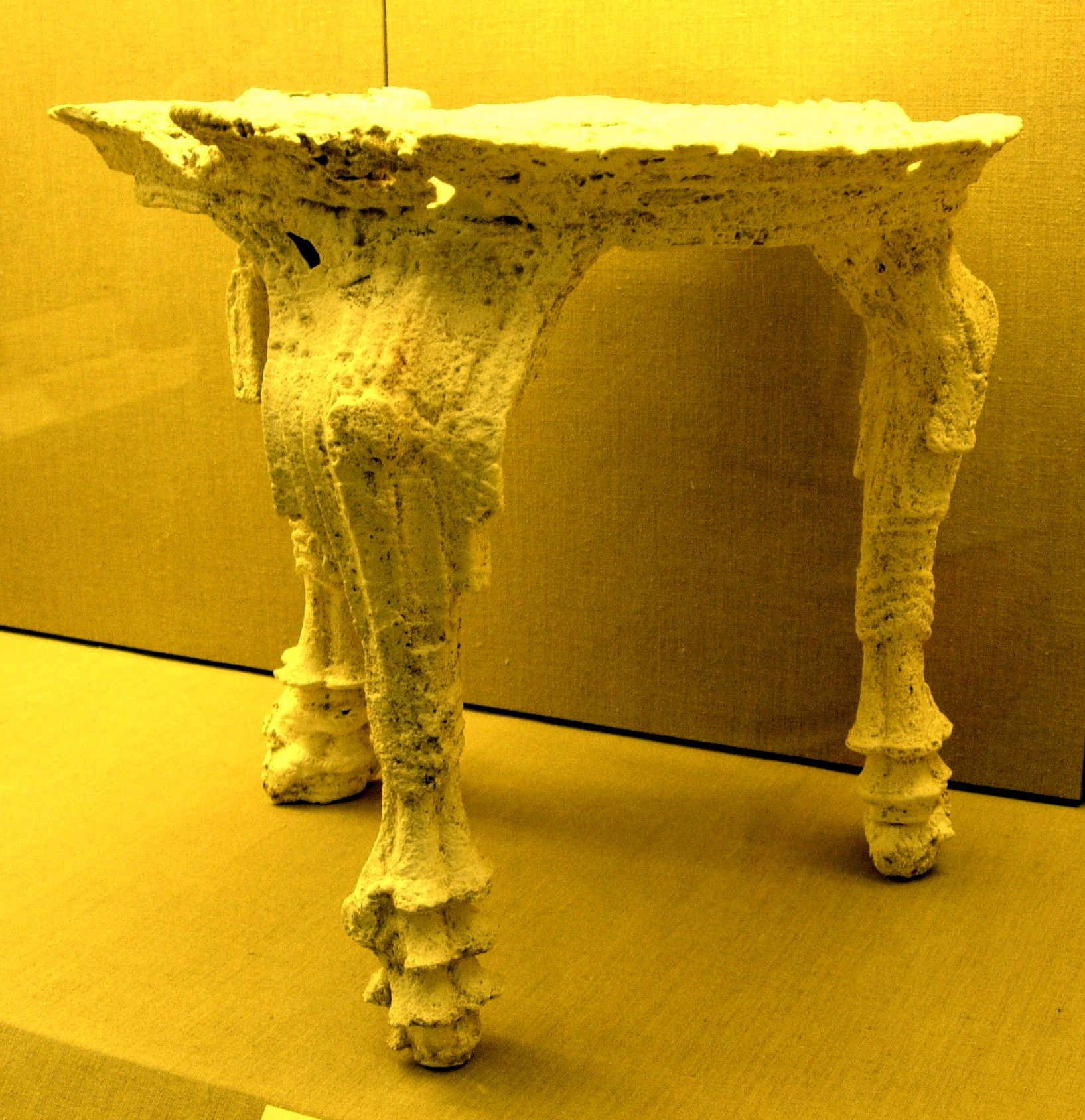
Gipsafdruk van houten tafel
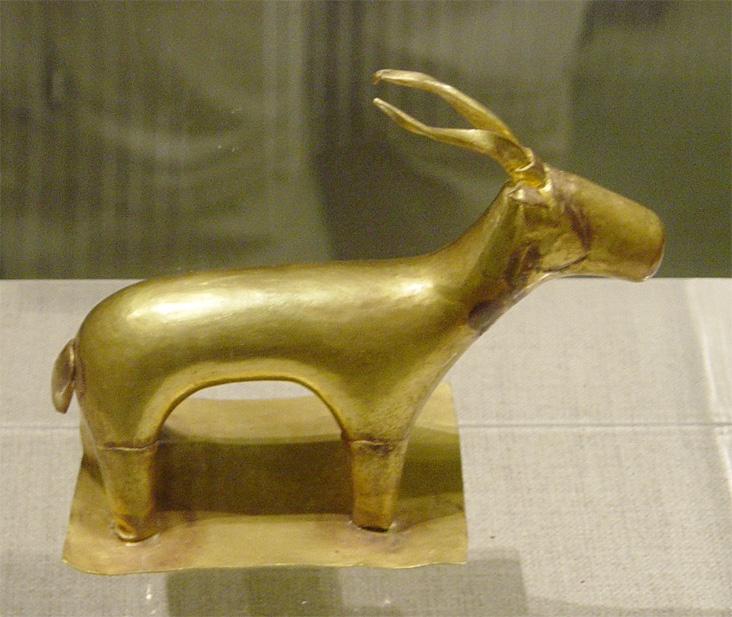
Gouden ibex, verborgen onder een vloer. Een zorgvuldige evacuatie moet nog zijn uitgevoerd vooraleer de hele stad onder de dikke puinlaag verdween, aangezien weinig artefacten en helemaal geen lichamen onder de aslaag zijn aangetroffen
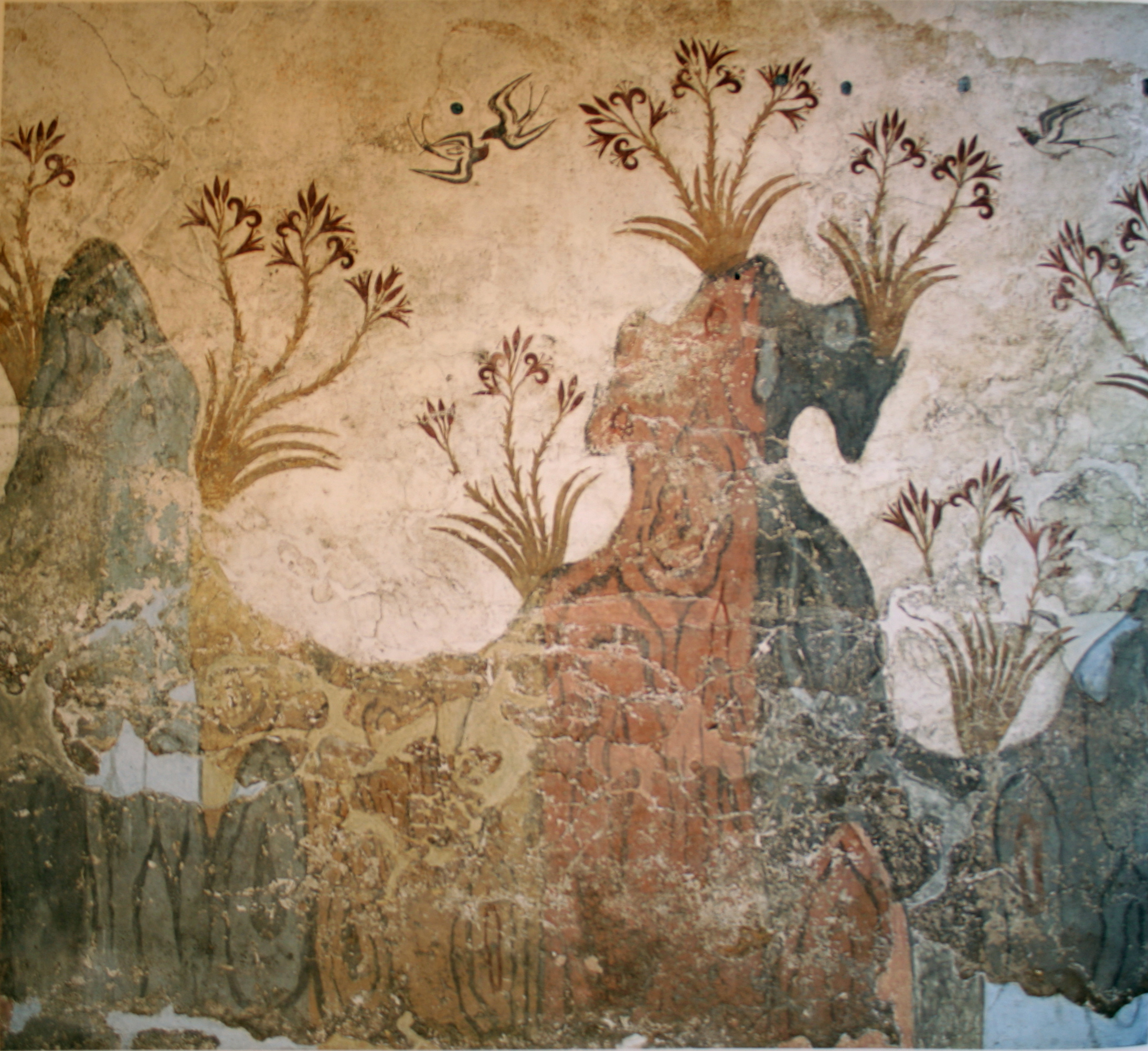
Lentelandschap - fresco uit de Bronstijd
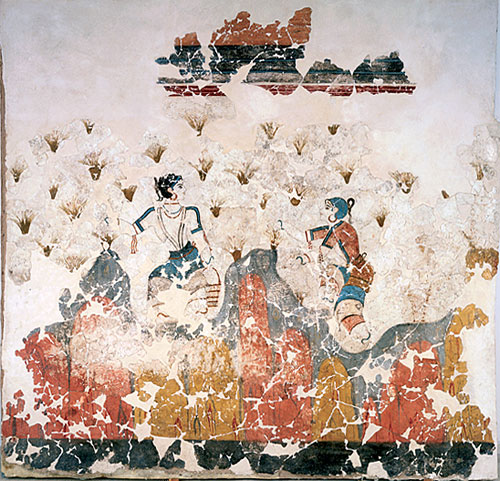
Fresco genaamd "saffraanpluksters"
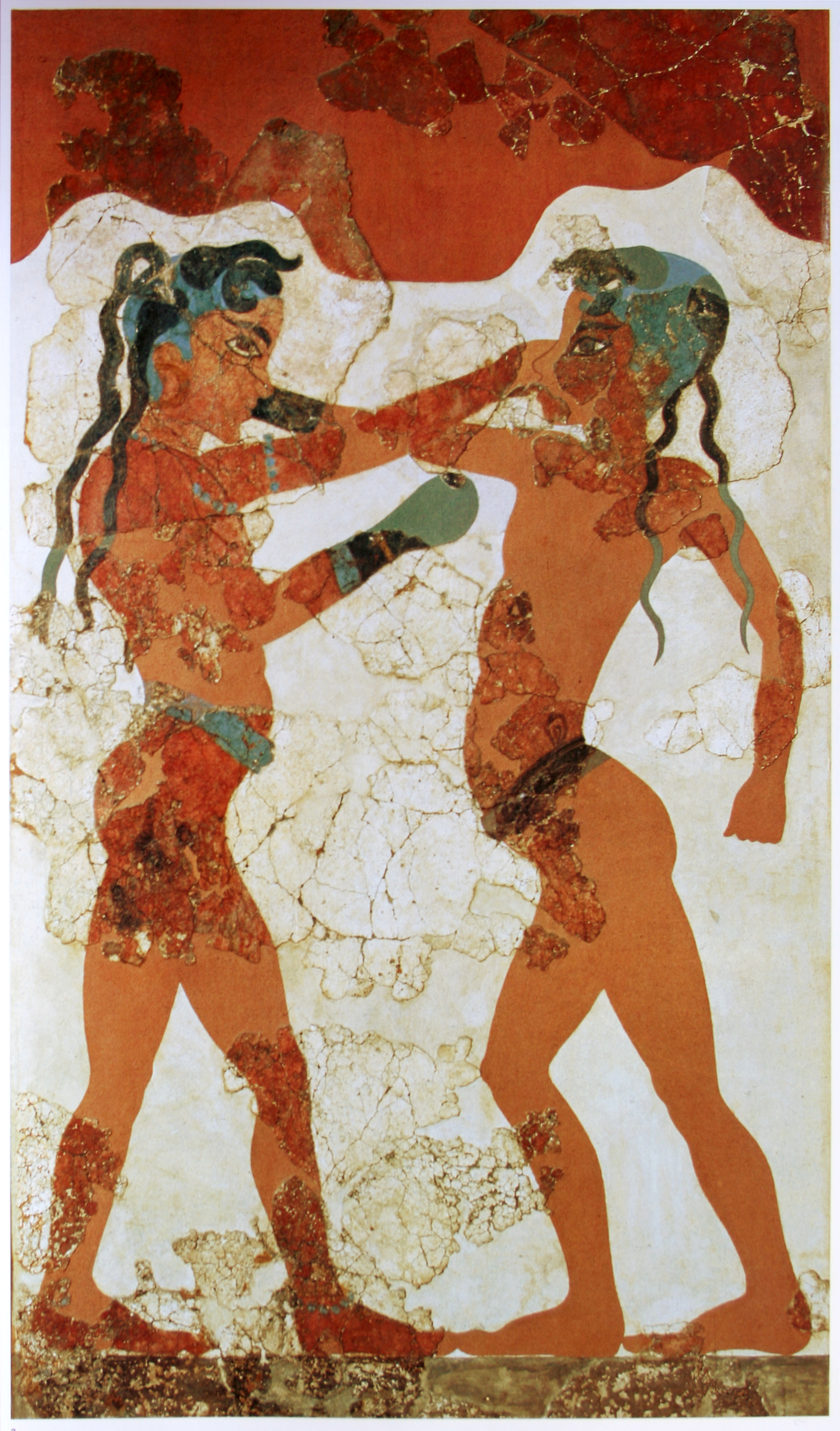
Fresco genaamd "boksende jongens"
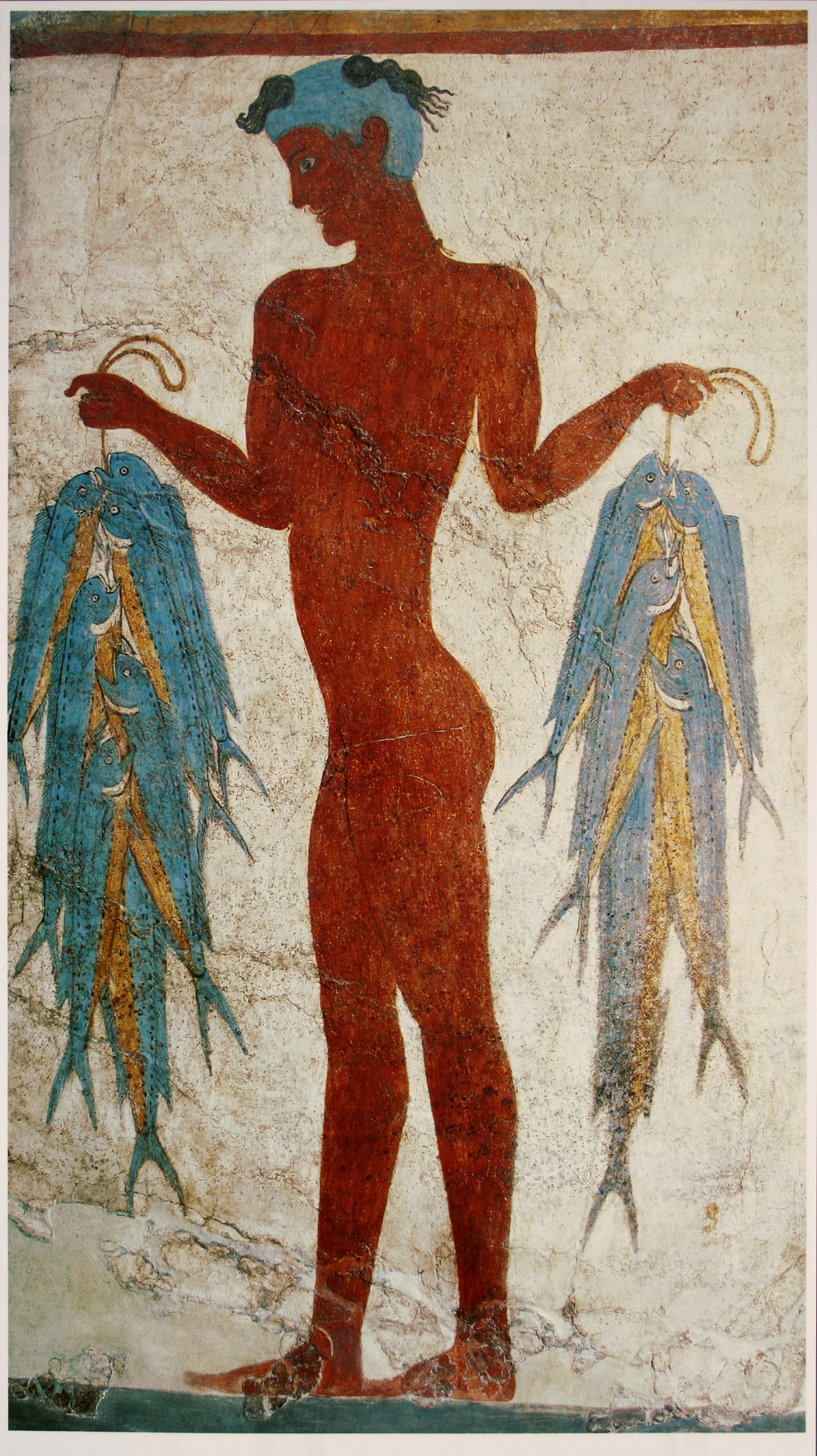
Fresco genaamd "de visser"